# Musée Garinet
Le musée Garinet est un musée d'art et de souvenirs historiques à Châlons-en-Champagne, rue Pasteur. Il porte le nom du collectionneur Jules Garinet.

## Historique du musée
Bibliographe éminent, érudit, bibliophile, archéologue, Jules Garinet avait réuni chez lui une bibliothèque nombreuse et choisie, une galerie de tableaux de maîtres, une collection d’objets d’arts et de souvenirs historiques. Son épouse Marguerite-Victoire Garinet léguera sa bibliothèque de 33 000 volumes à la ville de Châlons-en-Champagne et son immeuble, ancien hôtel des Vidames, et toutes ses collections à la ville à charge pour elle d'en faire un musée qui garderait son nom.
Le musée Garinet est ouvert au public depuis 1899 mais ne se visite que sur rendez-vous.

## Historique du bâtiment
C'est dans une maison gothique, la plus ancienne en pierre de Châlons-en-Champagne, qu'est installé le musée. La maison édifiée vers 1515 par Claude Raulet, bailli de l'évêque, est un immeuble construit en moellons de craie et briques alternées, dit appareillage champenois. Les façades sur cour et sur jardin ont encore leurs fenêtres gothiques et un beau portail ouvragé. Vendue en 1596-1599 à Philippe de Thomassin (1537-1608), gouverneur de Châlons, il y transféra le siège du vidamé en 1599. Les façades, et le portail de l'ancien séminaire situé dans la cour du musée ont été inscrits au titre des monuments historiques par arrêté du 27 mai 1980.

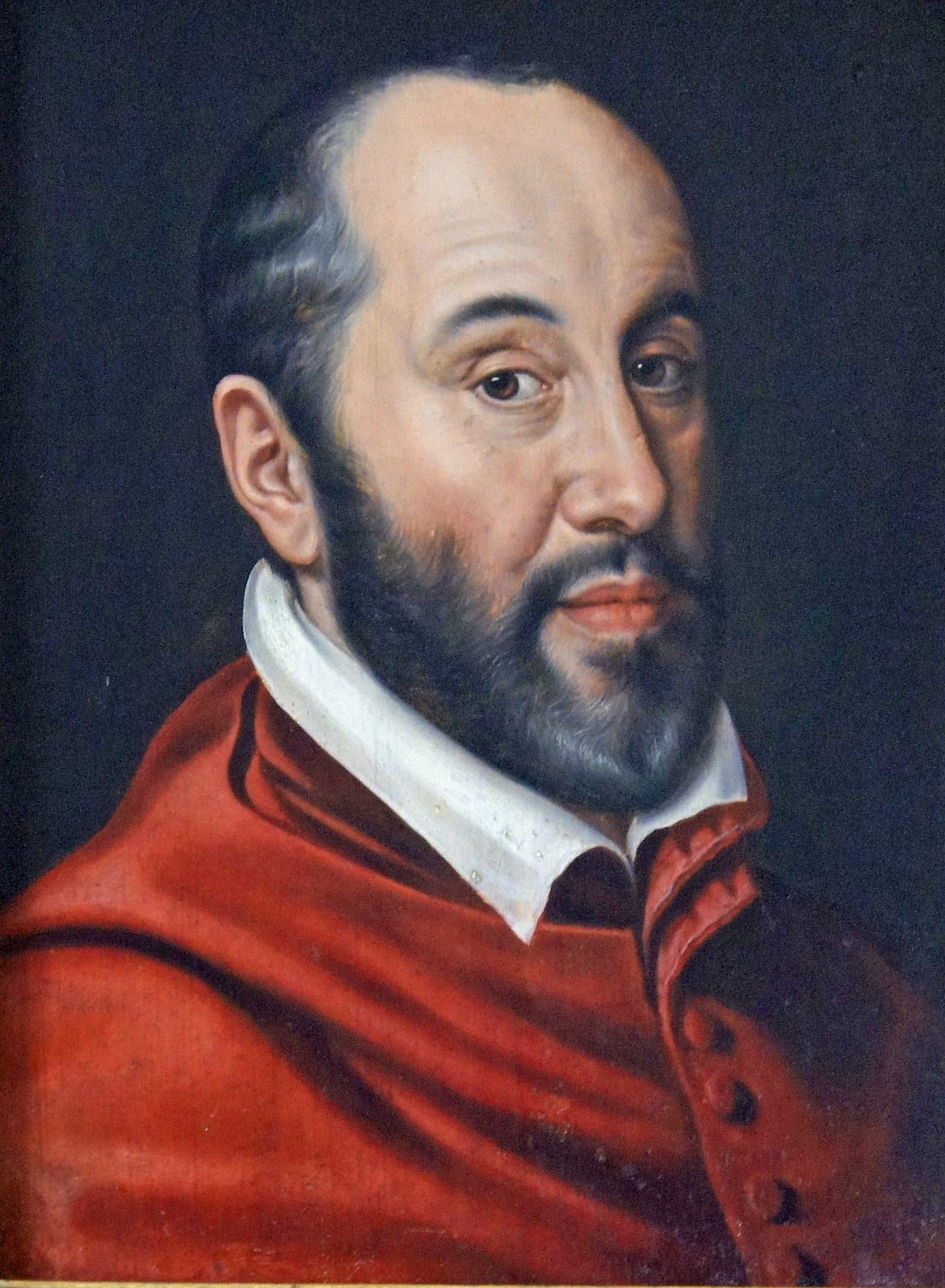
Cardinal de Granville.
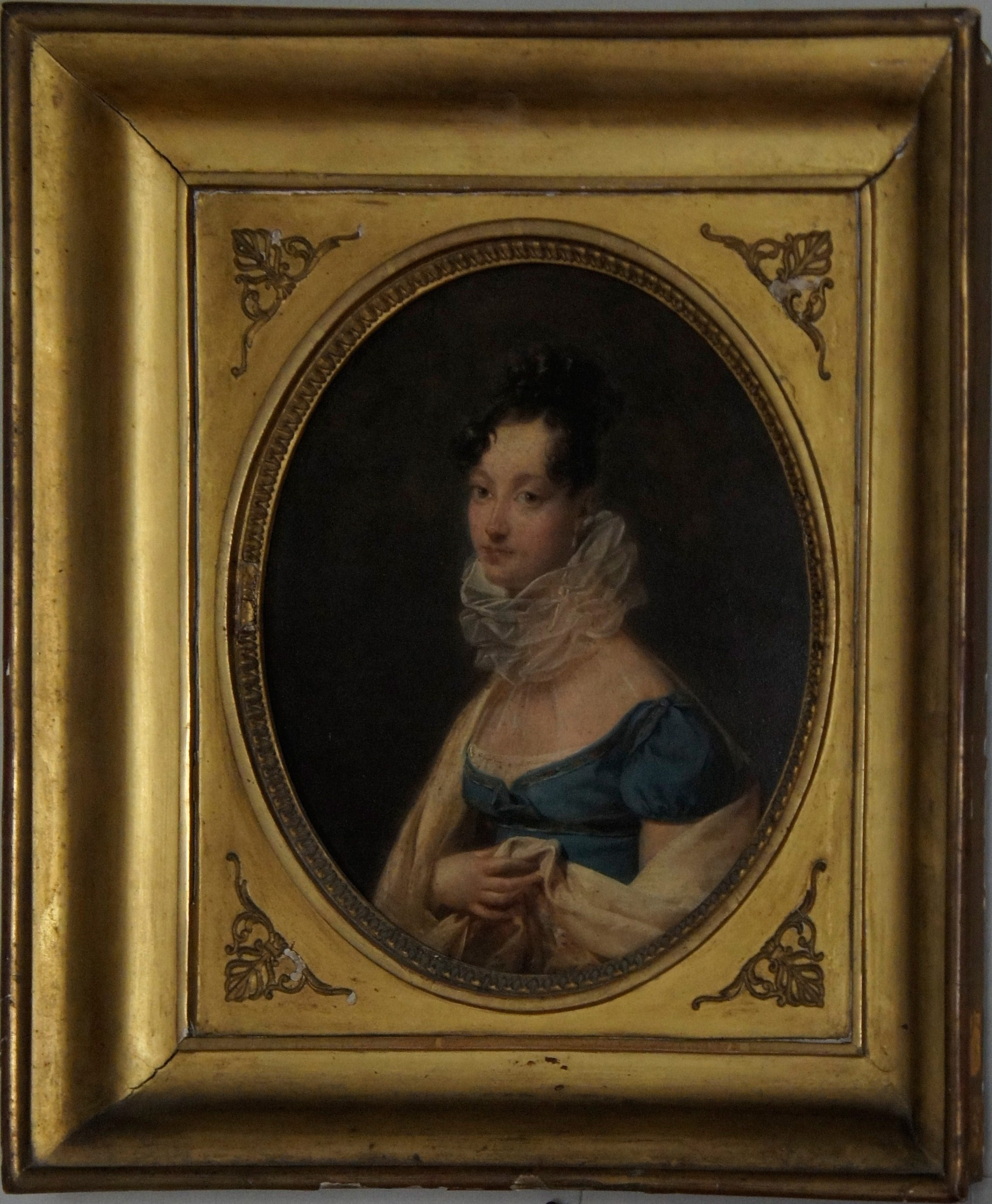
Peinture Madame Récamier.
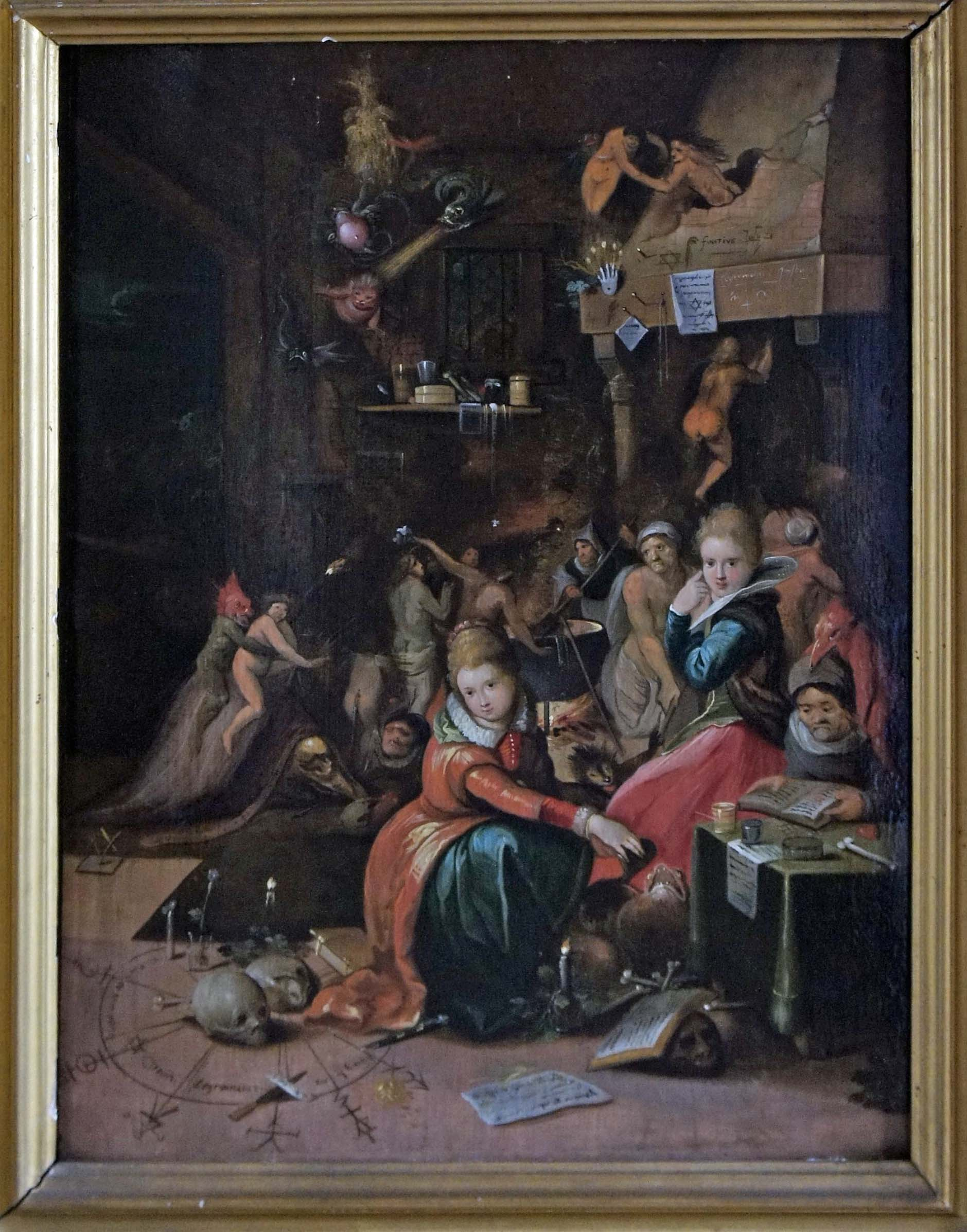
Scène de sorcellerie, tableau ayant servi pour un livre de J. Garinet.
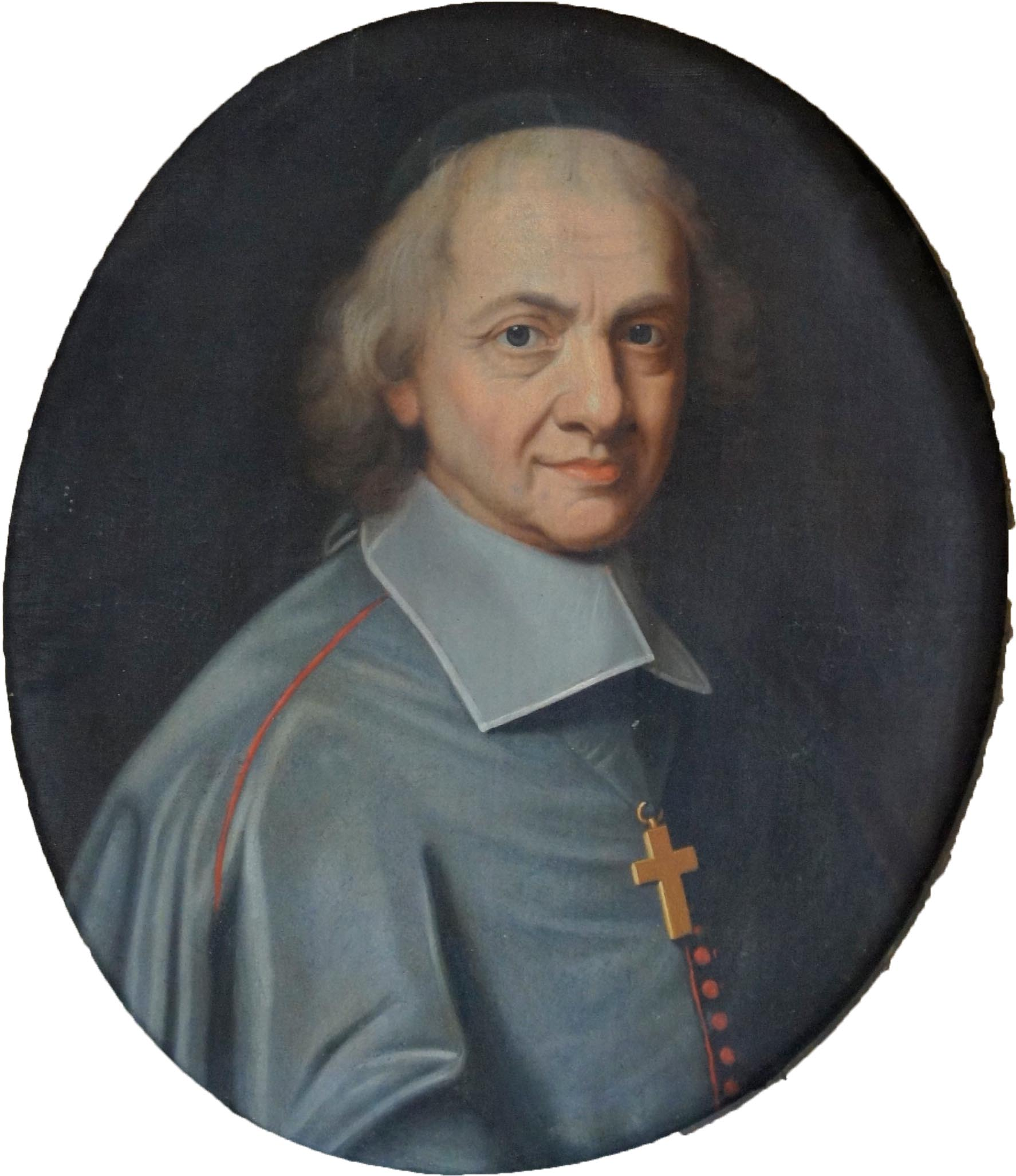
Portrait de l'évêque de Châlons-sur-Marne Félix III Vialard de Herse.
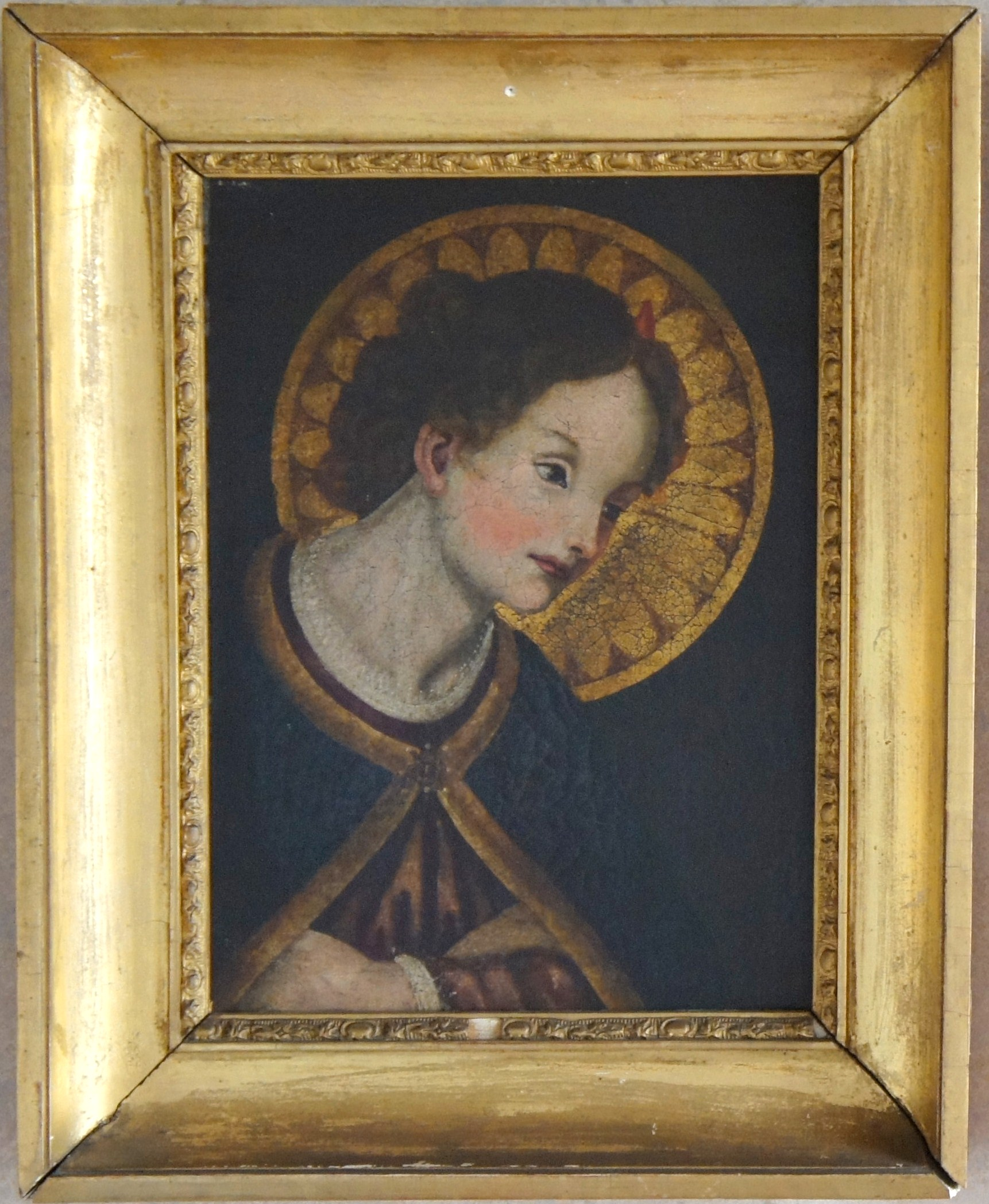
Gabriel ange faisant partie d'une Annonciation.
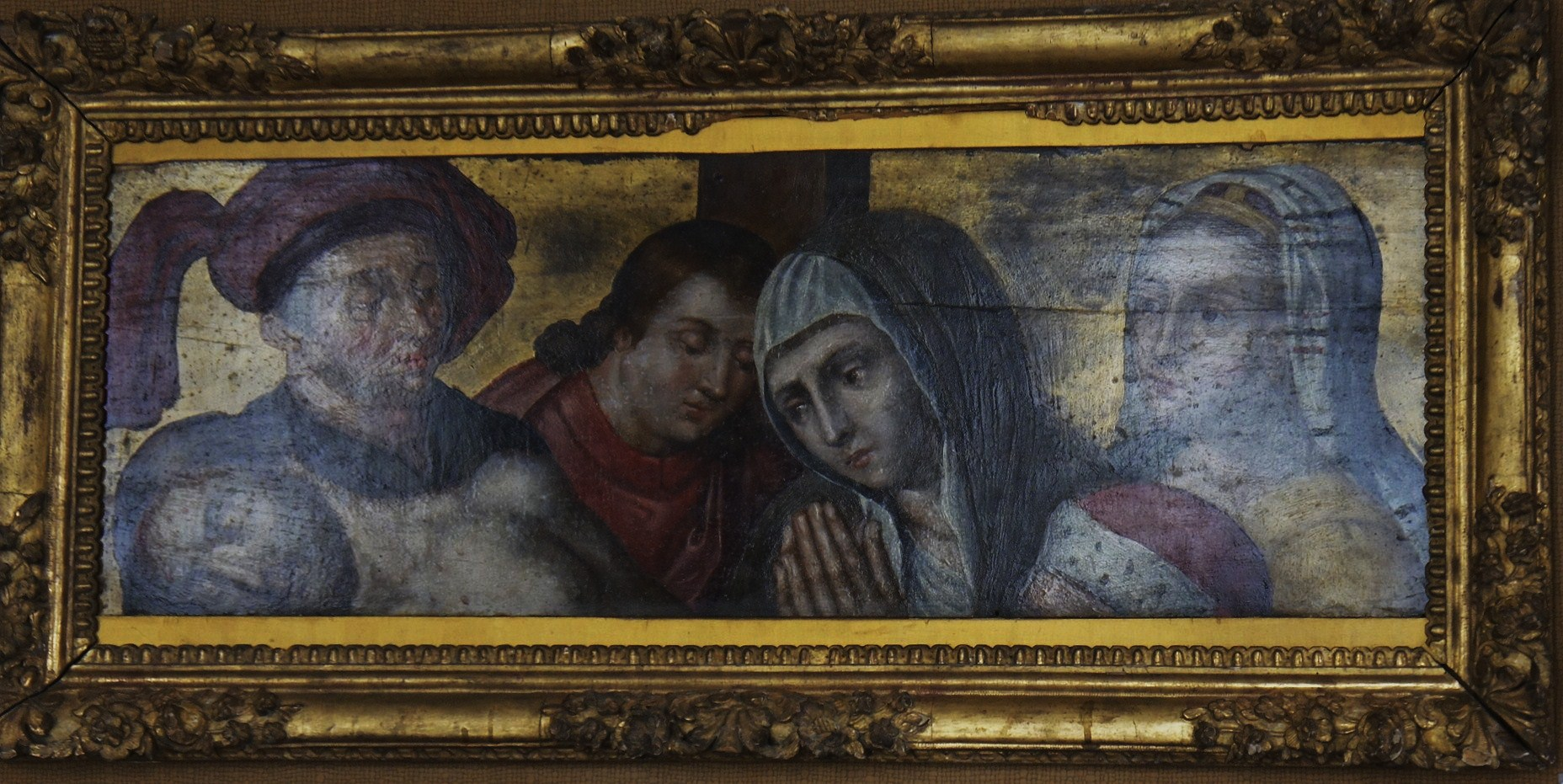
Déploration du Christ de 1565.

## Les collections

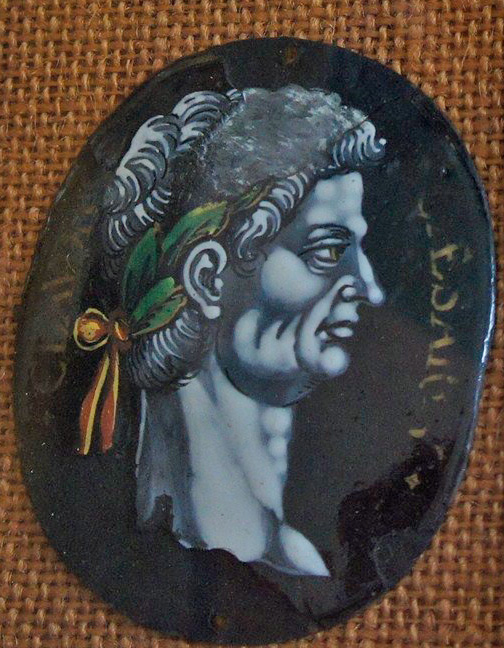
Émail de Claude,
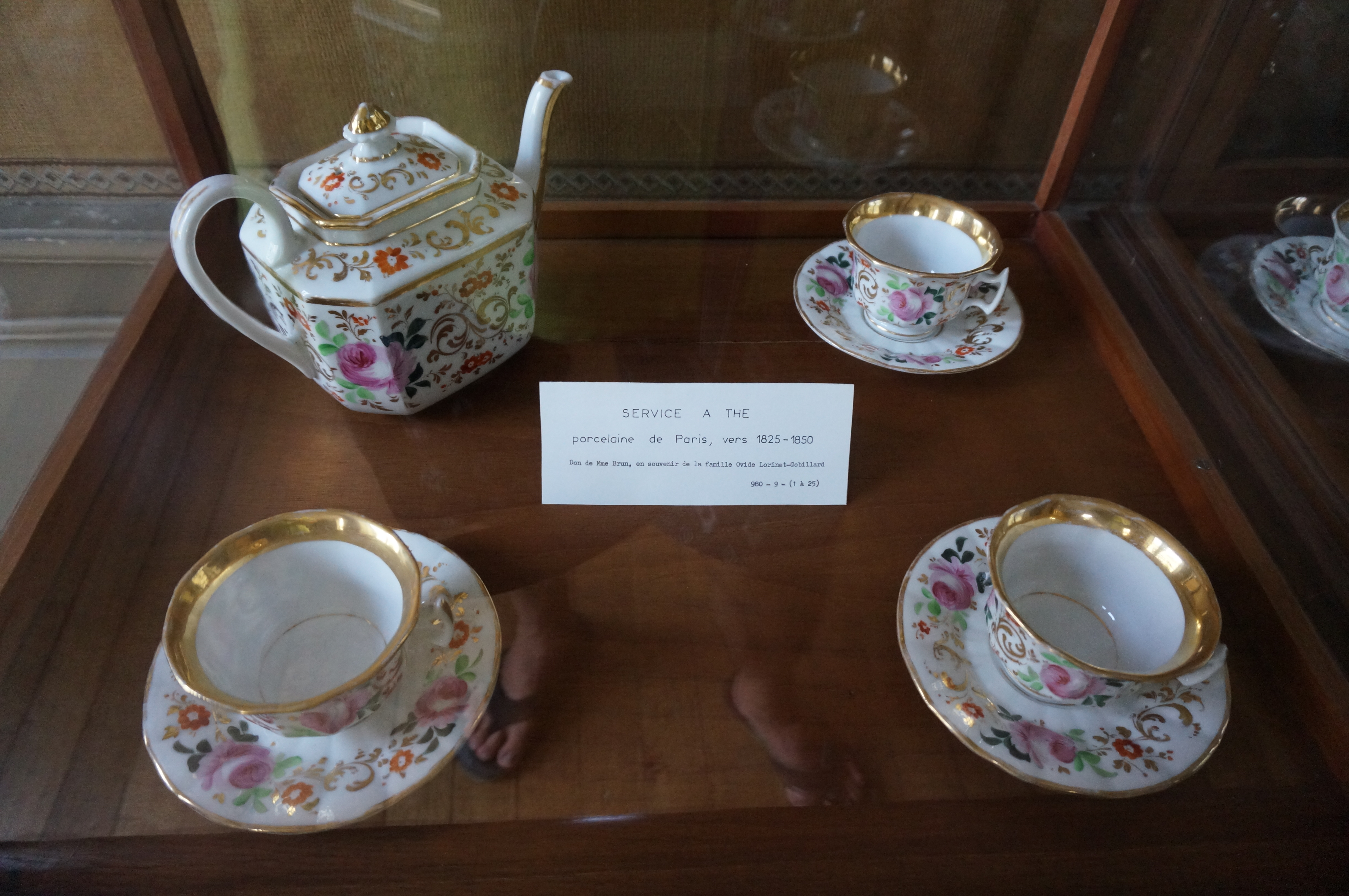
service en faïence de Paris,
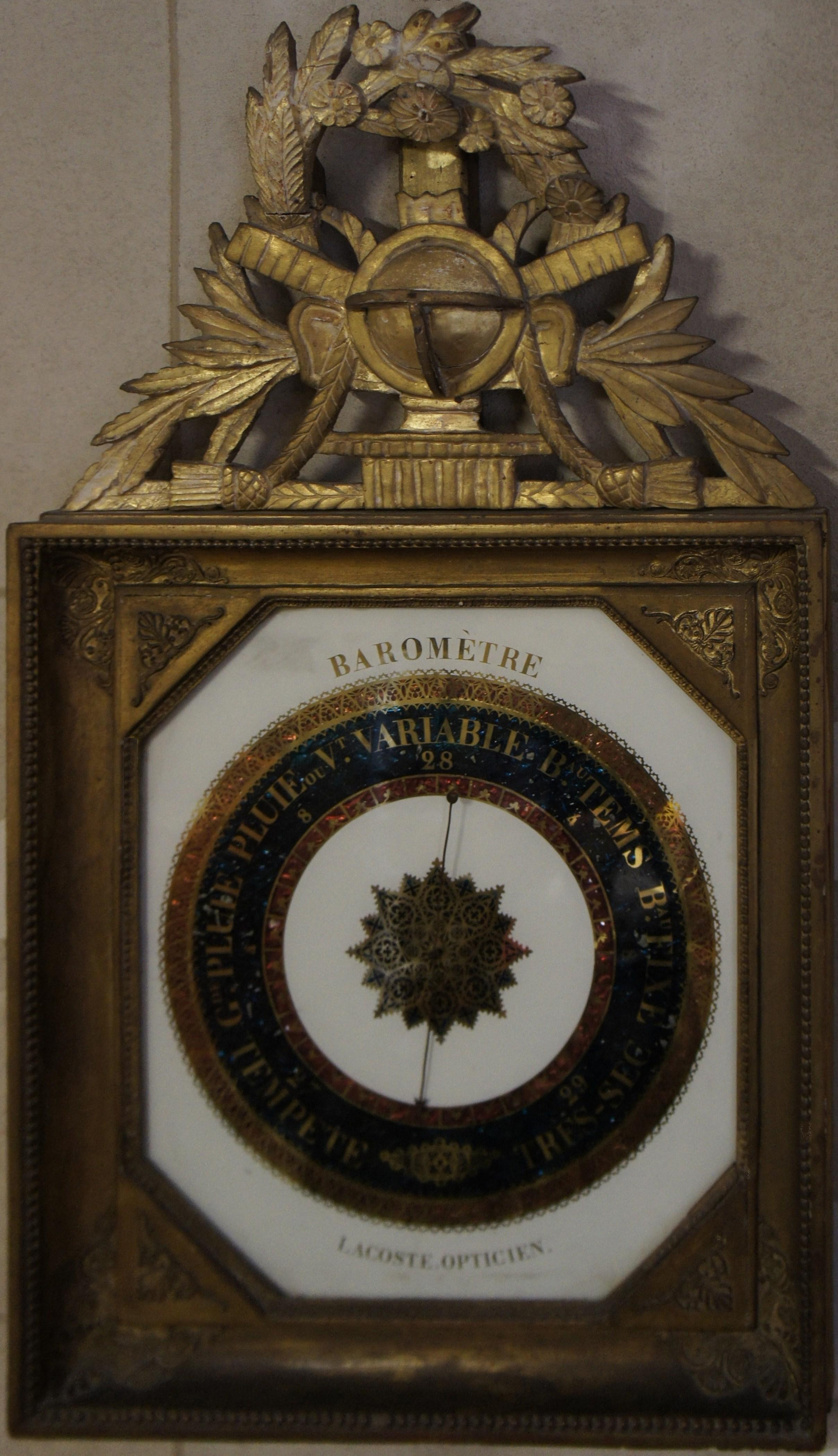
baromètre de 1653,
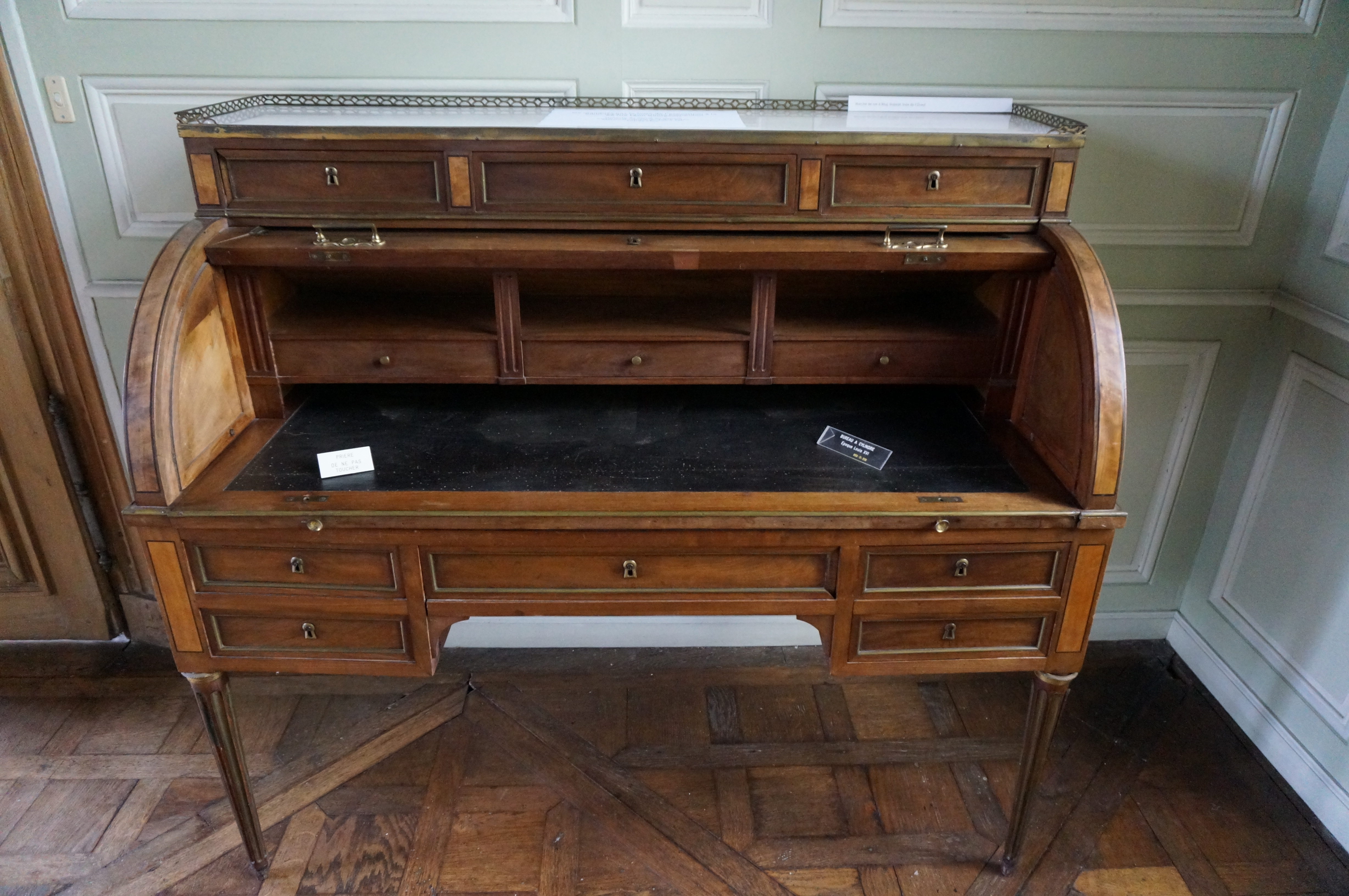
bureau Louis XVI,
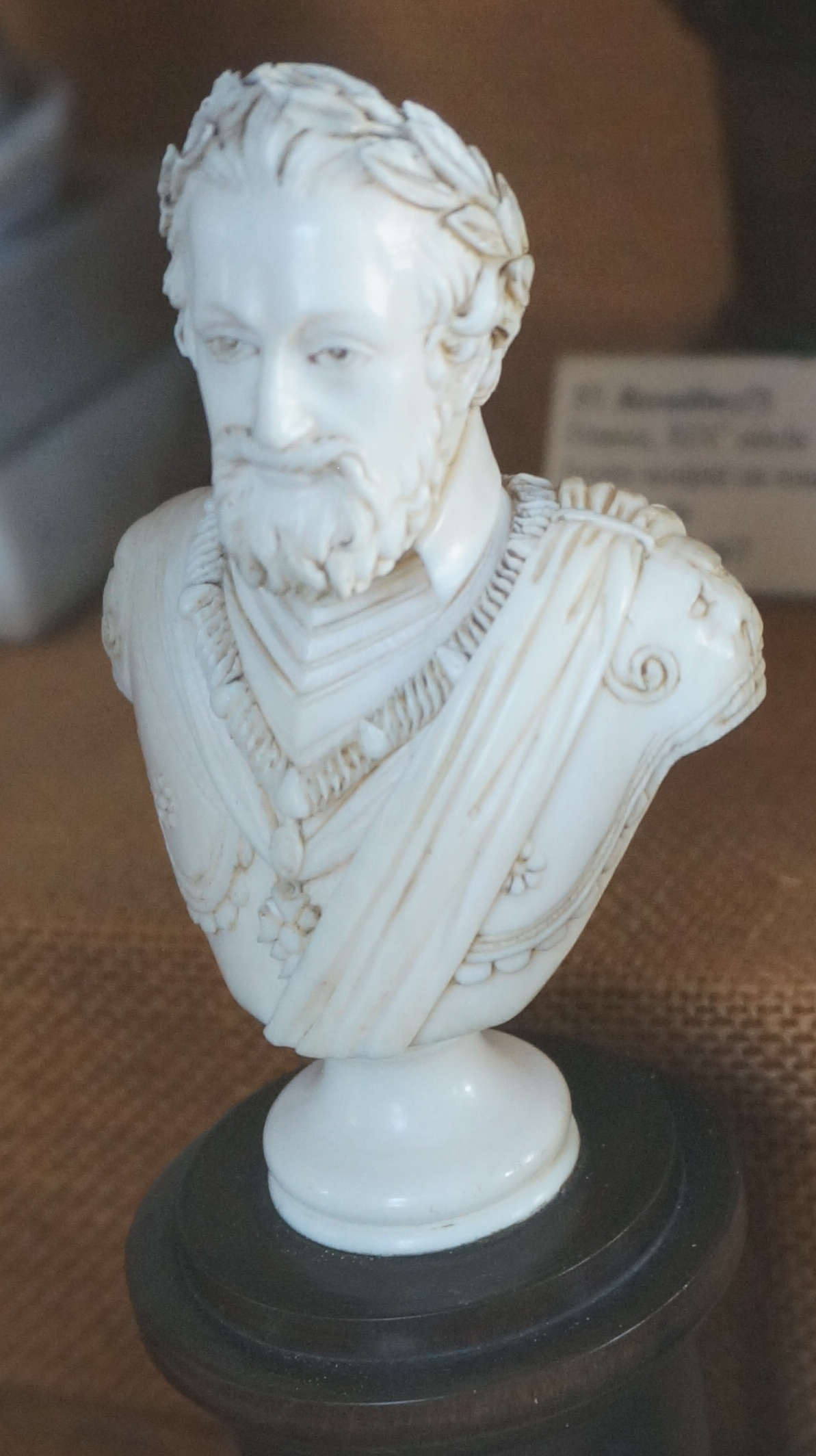
ivoire XIXe siècle représentant Henri IV,
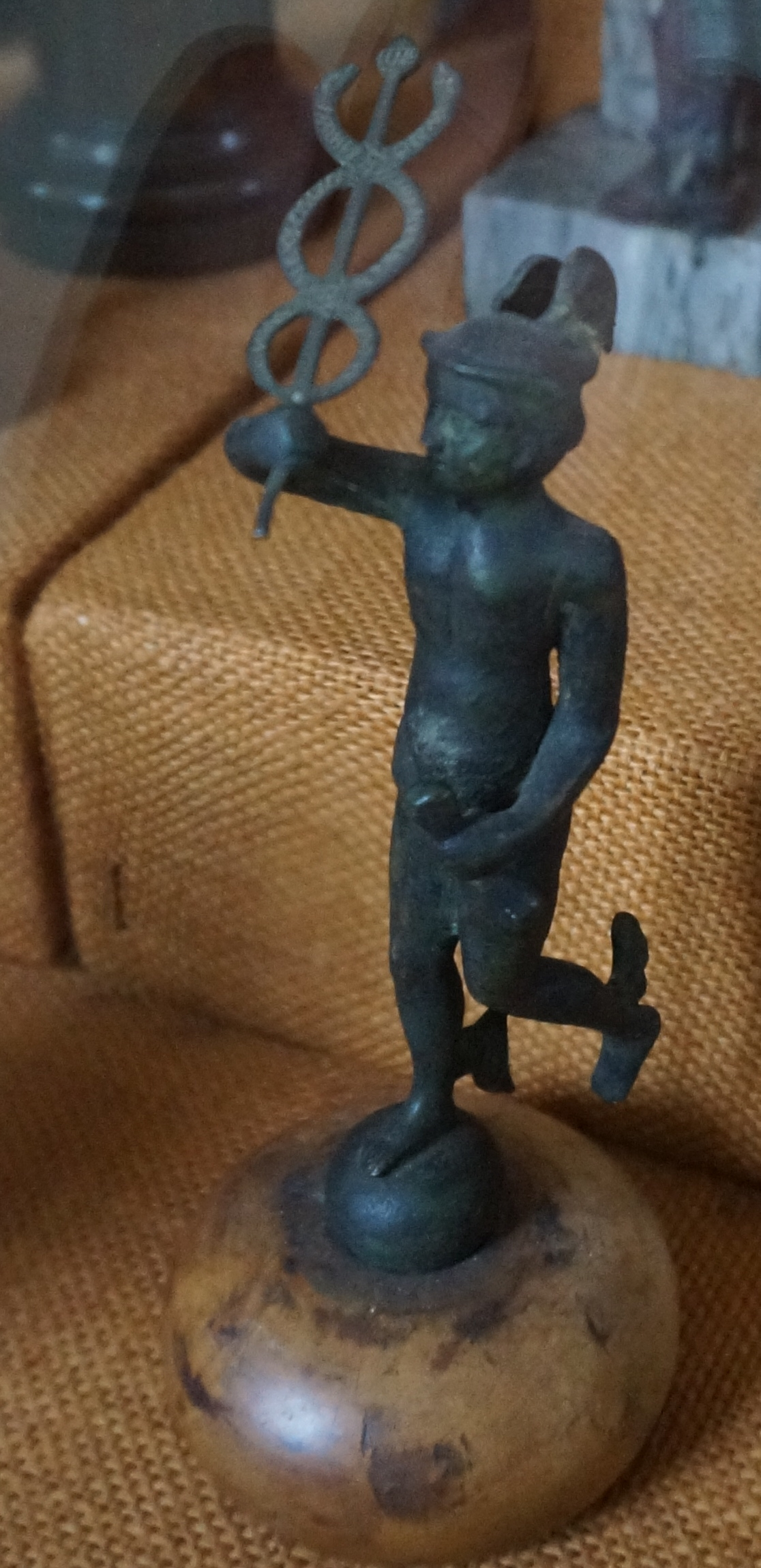
Mercure.

- Peintures :
  - La Vierge et sainte Anne par Le Maître de 1499.
  - Louis XVII portrait anonyme.
  - Vanité par Simon Renard de Saint-André.
  - Intérieur d'office par Frans Snyders (actuellement en restauration)
  - Jeune femme couronnée de lauriers par Pierre Subleyras
  - Trois jeunes filles lisant par Frans Floris.
  - Flagellation attribuée à Mattia Preti.
  - La Diseuse de bonne aventure, de Jean Broc, monogrammé au dos I B et daté 1819.
  - Jeune femme par Caroline Swagers.
  - Ruth glanant dans les champs de Booz par Alexandre Cabanel, 1886.

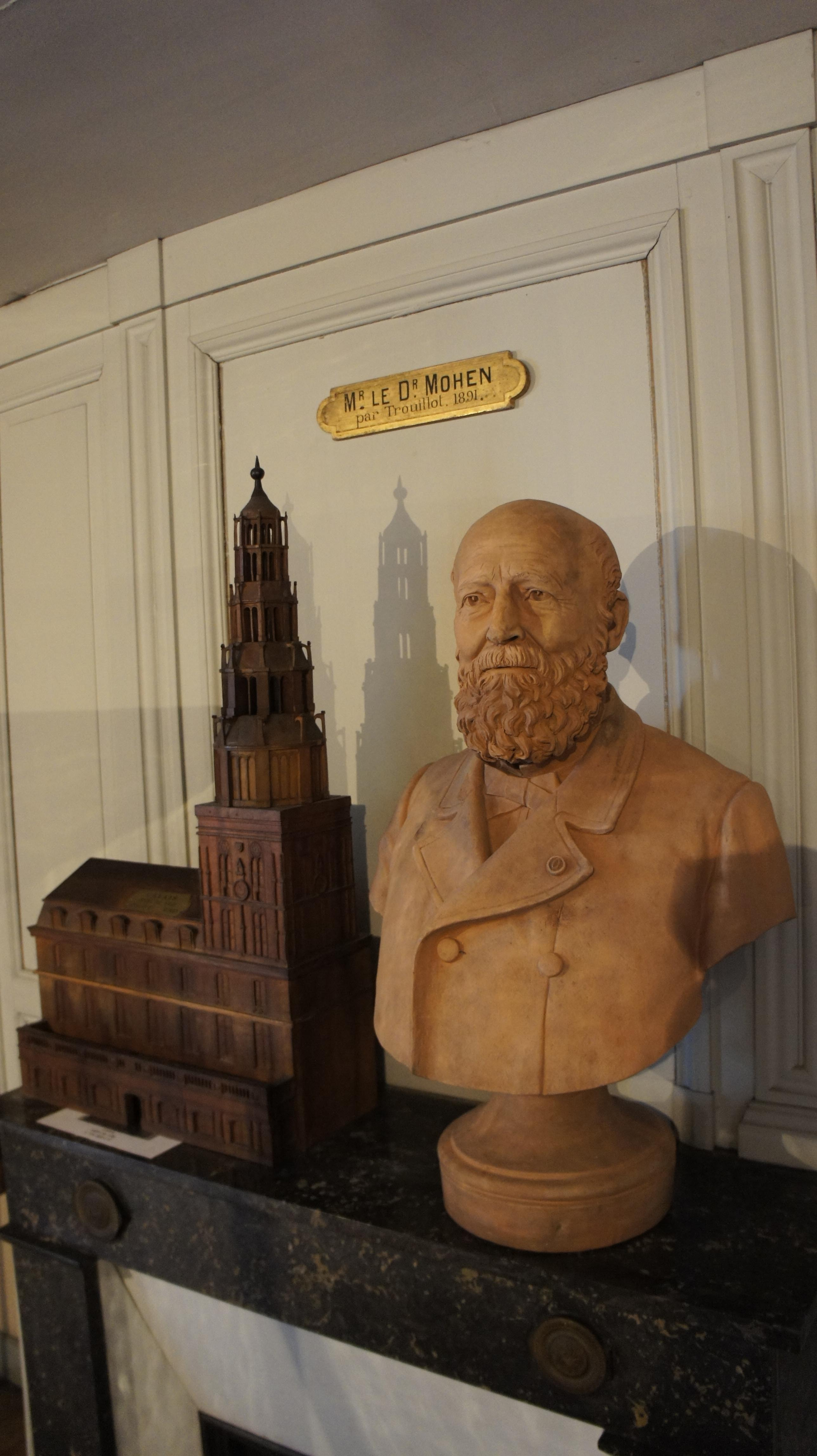
Le docteur Mohen par Trouillot en 1891, une des miniatures.

- Cabinet du collectionneur : faïences, émaux, statuettes...
  - Souvenirs napoléoniens : lettre de Napoléon Ier au prince Eugène (« S'il voit Madame Louise, je la prie de permettre qu'il lui baise la main. Napoléon, 25 juillet 1816 »). Portrait de Juliette Récamier.
- Collection Mohen, 98 maquettes de monuments français, sculptées dans le bois par le docteur Charles-Joseph Mohen (1818-1895). Ensemble le plus important de France, hors Paris.

## Autres musées de Châlons-en-Champagne
- Musée des beaux-arts et d'archéologie de Châlons-en-Champagne
- Musée du cloître de Notre-Dame-en-Vaux